# Zeno Fodor
Zeno Fodor (n. 28 mai 1934, Oradea, România – d. 8 decembrie 2024) a fost un critic de teatru, teatrolog și traducător român. A scris câteva mii de articole despre teatru și film, a tradus peste 40 de piese de teatru și a condus Teatrul Național din Târgu Mureș în perioada 1997-2000. 

## Biografie
Zeno Fodor a desfășurat o activitate vastă de critic de teatru și film: a publicat peste două mii de cronici și recenzii teatrale și de film în presa epocii și patru cărți de teatru. A tradus peste 40 de piese de teatru, dintre care multe au fost jucate pe scena diferitelor teatre, iar șaptesprezece au fost publicate în volume. Este membru al Uniunii Teatrale din România, membru al Uniunii Scriitorilor din România – Filiala București Dramaturgie, al Asociației Internaționale a Criticilor de Teatru și al Uniunii Ziariștilor Profesioniști din România.
A îndeplinit funcția de director general al Teatrului Național din Târgu Mureș între anii 1997 și 2000, iar în perioada mandatului său cele două secții ale teatrului au primit denumirile de Compania Liviu Rebreanu, respectiv Compania Tompa Miklós. El a înaintat un memoriu către Ministerul Culturii prin care a propus sărbătorirea zilei de 13 noiembrie ca „Ziua Dramaturgiei Românești”, propunerea sa fiind aprobată de Parlamentul României.
În semn de recunoaștere a activității sale, a fost distins în anul 2004 de președintele României cu Ordinul Meritul Cultural în grad de Ofițer și a primit în anul 2014 premiul UNITER pentru întreaga activitate în domeniul criticii și istoriei teatrale. În mai 2024, cu ocazia împlinirii vârstei de 90 ani de către criticul Zeno Fodor, compania „Liviu Rebreanu” a Teatrului Național din Târgu Mureș a organizat un eveniment omagial dedicat lui.
Zeno Fodor a decedat în ziua de 8 decembrie 2024.

## Scrieri
- Teatrul românesc la Târgu-Mureș 1962–2002: Contribuții la istoria primelor patru decenii din activitatea Companiei „Liviu Rebreanu” a Teatrului Național Târgu-Mureș, s.n., Târgu Mureș, 2002.